# Йохан III (Насау-Диленбург)
Йохан III фон Насау-Диленбург (на немски: Johann II von Nassau-Dillenburg; * 1398; † 1429/1430/1433) от род Дом Насау е граф на Насау-Диленбург, духовник в Мюнстер и Кьолн.

## Произход
Той е син на граф Йохан I фон Насау-Диленбург († 1416) и на Маргарета фон Марк-Клеве († 1409), дъщеря на граф Адолф II фон Марк. Брат е на Адолф (1362 – 1420), Енгелберт I (1370 – 1442) и на Йохан II (1365 – 1443). Братята си разделят управлението през 1416 г.
От 1382 или 1423 г. той е клерик (домхер) в Кьолн. Папа Бонифаций IX го взема като фамилиар на 13 януари 1392 г. От 1404 г. той е домпробст в Мюнстер. Също е архидякон в Лиеж.
През 1421 г. Йохан фон Насау-Диленбург се отказва от службата си в Мюнстер и се жени, но скоро след това умира. Дъщеря му става монахиня в Кьолн.